# Iminy

Obecná struktura iminů

Iminy jsou organické sloučeniny, ve kterých je atom dusíku vázán dvojnou vazbou na atom uhlíku.

## Příprava
Iminy jsou nestabilní a jejich příprava je obtížná. Ke stabilizaci dochází, pokud je poblíž C=N vazby navázaná elektronakceptorní skupina. Široce využívanými iminy jsou například Schiffovy báze.